# Мраморен електрически скат
Мраморният електрически скат, още мраморно торпедо (Torpedo marmorata), е вид хрущялна риба от семейство торпедови (Torpedinidae).

## Разпространение и местообитание
Видът е разпространен във водите около Албания, Алжир, Ангола (Кабинда), Бенин, Великобритания (Северна Ирландия), Габон, Гамбия, Гана, Гвинея, Гвинея-Бисау, Гърция (Егейски острови и Крит), Демократична република Конго, Египет, Екваториална Гвинея, Западна Сахара, Израел, Испания (Балеарски острови и Канарски острови), Италия (Сардиния и Сицилия), Камерун, Кипър, Кот д'Ивоар, Либерия, Либия, Ливан, Мавритания, Мароко, Намибия, Нигерия, Португалия, Сенегал, Сиера Леоне, Сирия, Сърбия, Того, Тунис, Турция, Франция (Корсика), Хърватия, Черна гора и Южна Африка (Западен Кейп).
Обитава крайбрежията и пясъчните дъна на полусолени водоеми, океани, морета и рифове. Среща се на дълбочина от 13 до 370 m, при температура на водата от 8,1 до 19 °C и соленост 35,2 – 38,7 ‰.

## Описание
На дължина достигат до 1 m, а теглото им е максимум 3000 g.
Продължителността им на живот е около 20 години.